# Fred Everiss
Fred Everiss (1882, West Bromwich – 1951) angol labdarúgóedző.
1896-ban került a WBA alkalmazottai közé. 20 évesen, 1902-ben vette át a csapat irányítását, és ezt a pozícióját 1948-ig, 46 éven át tartotta meg. Ezzel ő az angol labdarúgásban a valaha volt leghosszabb ideig egy csapatnál dolgozó labdarúgóedző. Tény azonban, hogy ebben az időben ez a pozíció sokszor inkább adminisztratív ügyintézést jelentett és a csapat összeállítása is sokszor a klub vezetőinek volt a jogköre.
1948-tól igazgatóként dolgozott a klubnál, de ez mindössze három évig tartott 1951-ben, 68 évesen bekövetkezett halála miatt.
Everiss fia, Alan 1933-tól dolgozott 66 éven keresztül a WBA-nál, ügyintézőként, később titkárként, végül igazgatóként.

## Sikerei, díjai
Angol elsőosztály
- Bajnok: 1920
- Ezüstérmes: 1925

Angol másodosztály
- Bajnok: 1902, 1911
- Ezüstérmes: 1931

FA-kupa
- Kupagyőztes: 1931
- Döntős: 1912, 1935
- Elődöntős: 1907

Angol labdarúgó-szuperkupa
- Kupagyőztes: 1920
- Döntős: 1931